# THE UNNAMED FEELING
"The Unnamed Feeling"（ジ・アンネームド・フィーリング）はヘヴィメタルバンドのメタリカの2003年のアルバム『セイント・アンガー』からの、彼らによる3枚目のシングル。
人がパニックに陥る直前に制御不能な状態に近づいたときに感じる名づけようのない感覚（Hetfieldによれば、不安）について書かれている。
この曲のミュージック・ビデオは、オーストラリア・日本などのシングルには入っておらず、UKなどのシングルに収録されている。The Malloysが監督を務めた独特のビデオでは、曲の間中徐々にバンドに迫ってくる何もなくみえる部屋の中で、メタリカが演奏している。何人かの、全員がそれぞれに｢名づけようのない感覚｣を経験している人の、視覚的ストーリーを伴っている。
シングルのカバー・アートはファンがそれぞれ独自のアートワークを出品できるコンテストを通して選ばれた。
優勝したのは、黒のバックに白でざっと輪郭が描かれた黒い心臓の単独のイラストだった（日本版は『セイント・アンガー』からのほかのシングル（"Some kind of Monster"など）の「モンスター」（怒りの聖人にもみえる）のみが使われている）。
ポスト・グランジバンドのNickelbackを、彼らの2003年のアルバム『The Long Road』からの曲「Throw Yourself Away」のイントロが「The Unnamed Feeling」のそれとそっくりだということで批判する人もいる。

## トラック・リスト
1. "The Unnamed Feeling"
2. "The Four Horsemen"(ライヴ)
3. "Damage, Inc."(ライヴ)
4. "Leper Messiah"(ライヴ)
5. "Motorbreath"(ライヴ)
6. "Ride the Lightning"(ライヴ)
7. "Hit the Lights"(ライヴ)